# Ernesto Dihigo y López Trigo
Ernesto Dihigo y López Trigo (23 de enero de 1896 – 1991) fue un jurista, diplomático y profesor cubano. Fungió como ministro de Estado de Cuba (1950-1951) durante la presidencia de Carlos Prío Socarrás (1948-1952). 

## Biografía
Fue el último embajador cubano en los Estados Unidos, entre enero de 1959 y febrero de 1961, antes de que dicho país rompiera relaciones con Cuba, tras el derrocamiento de la dictadura del general Fulgencio Batista (1952-1959) por la Revolución cubana.
Dihigo fue miembro de la Corte Suprema de Cuba en 1943 y fue delegado ante las Naciones Unidas. Tomó parte en la comisión que escribió la Declaración Universal de los Derechos Humanos. 
El borrador de la declaración de Dihigo estuvo entre los primeros considerados por la Comisión de Derechos Humanos de la ONU, cuando ésta comenzó a funcionar en 1946. 
También presionó exitosamente a la Organización de Estados Americanos para que adoptara su “Declaración americana de deberes y derechos del hombre” y estableciera la Corte Interamericana de Derechos Humanos. 
Comenzó sus estudios superiores en 1917 en la Universidad de La Habana. Fue profesor de Derecho Romano en dicha universidad hasta 1960. En septiembre de 1955 fue miembro del tribunal que arbitró la “Disputa de Buraimi”, en Ginebra, Suiza. 
Renunció a dicho puesto, junto con el representante británico, en protesta por las tácticas de los saudíes, antes de que el tribunal tomara la decisión final.
En 1989, viajó de su hogar en La Habana a Miami y fue homenajeado por el “Colegio de Abogados de La Habana en el Exilio”.

## Vida personal
Estuvo casado con Caridad Larrondo. Vivían en la Calle 46 #116, esquina 3, Miramar, La Habana, Cuba. Falleció de causas naturales en Miami, Florida, en 1991.